# Treat-to-Target
Der Begriff „Treat-to-Target“ bezeichnet die zielgerichtete Therapie, die bei unterschiedlichen chronischen Erkrankungen zur Anwendung kommt. Dabei geht es darum, so frühzeitig wie möglich in den Krankheitsverlauf einzugreifen und diesen mithilfe von so genannten DMDs (engl. Disease modifying drugs) positiv zu beeinflussen. Das Treat-to-Target-Konzept beinhaltet die Definition eines bestimmten Therapieziels, das regelmäßige Kontrollieren der Therapiefortschritte hinsichtlich Behandlungsziel und bei Bedarf eine Anpassung der Therapie, um eine möglichst niedrige Krankheitsaktivität bzw. eine Remission zu erreichen.
Zielgerichtete Therapien stellen neue Arten der medikamentösen Behandlungen dar. Die Wirkstoffe der jeweiligen Medikamente zielen auf ganz bestimmte Vorgänge im Körper des Patienten ab, die eine wichtige Rolle bei der Entstehung der Erkrankung selbst oder bei einem Krankheitsschub spielen.

## Anwendung
Der Ursprung zielgerichteter Therapien findet sich in der Onkologie (vgl. engl. Targeted therapy). Die Entdeckung des Prinzips zur Produktion von monoklonalen Antikörpern durch Köhler und Milstein und die Beschreibung des HER2-Onkogens bei Brustkrebs durch Ullrich und Slamon in den 1980er Jahren führten über den ersten zugelassenen Antikörper zur Therapie von follikulären Lymphomen Ende der 1990er Jahre und schließlich im Jahr 2000 in Deutschland zur ersten zielgerichteten Antikörpertherapie gegen HER2-positiven Brustkrebs. Seither wurden zahlreiche zielgerichtete Therapiekonzepte für Brust-, Haut- und Lungenkrebs entwickelt.
Doch auch in anderen Indikationen haben sich inzwischen zielgerichtete Therapien etabliert. So findet dieses Prinzip im Bereich der Kardiologie für die arterielle Hypertonie und insbesondere in Bezug auf die Behandlung der Dyslipidämie Anwendung und ist in den Leitlinien der Europäischen Gesellschaft für Kardiologie (ESC, engl. European Society of Cardiology) aufgenommen worden.
Ebenso hat sich mittlerweile für die Behandlung von Typ-2-Diabetes das Treat-to-Target-Konzept bewährt. Studien zeigten, dass individuell angepasste Insulindosierungen nach einem festgelegten Algorithmus eine effizientere Therapiestrategie darstellen und damit vielen Patienten eine optimalere Wirksamkeit und Verträglichkeit ermöglichen.
In der Rheumatologie ist bei der Indikation der rheumatoiden Arthritis (RA) das Treat-to-Target-Konzept inzwischen die Therapie erster Wahl. Studien zeigten, dass sich durch eine Treat-to-Target-Strategie ein besserer Krankheitsverlauf der rheumatoiden Arthritis erzielen lässt.
Auch für viele weitere rheumatologische Erkrankungen werden „Treat-to-Target“-Strategien als wünschenswert angesehen und angestrebte Therapiekonzepte diskutiert.
Die Initiative PRO-KIND („Projekte zur Klassifikation, Überwachung und Therapie in der Kinderrheumatologie“) der Gesellschaft für Kinder- und Jugendrheumatologie definierte in einem Konsensuspapier Behandlungsoptionen unter Berücksichtigung von „Treat-to-Target-Strategien“ für die Behandlung der systemischen juvenilen idiopathischen Arthritis (SJIA) mit dem Wirkstoff Anakinra.